# 1051년

## 연호
- 북송(北宋) 황우(皇祐) 3년
- 요(遼) 중희(重熙) 20년
- 일본(日本) 에이쇼(永承) 6년
- 서하(西夏) 천우수성(天祐垂聖) 2년
- 리 왕조(李朝) 숭흥다이바오(崇興大寶) 3년

## 기년
- 고려(高麗) 문종(文宗) 5년
- 북송(北宋) 인종(仁宗) 29년
- 요(遼) 흥종(興宗) 21년
- 서하(西夏) 의종(毅宗) 3년
- 리 왕조(李朝) 태종(太宗) 24년

## 탄생
- 중국 송나라의 예술가 미불(米芾). 서예에 능한 명필로 미불체가 있고 그의 아들 미우인(米友仁)과 더불어 그림에도 능하여 이미(二米)라 불린다. 숲이 무성한 산을 독특하게 점으로 표현한 미점(米點)이라는 기법을 창안하였다. 저서로 <화사(畵史)>가 있다.